# Mesobiotus reinhardti
Espèce
Synonymes
- Macrobiotus reinhardti Michalczyk & Kaczmarek, 2003

Mesobiotus reinhardti est une espèce de tardigrades de la famille des Macrobiotidae.

## Distribution
Cette espèce se rencontre en Turquie et à Chypre,.

## Étymologie
Cette espèce est nommée en l'honneur de Reinhardt Møbjerg Kristensen.

## Publication originale
- Michalczyk & Kaczmarek, 2003 : A description of the new tardigrade Macrobiotus reinhardti (Eutardigrada, Macrobiotidae, harmsworthi group) with some remarks on the oral cavity armature within the genus Macrobiotus Schultze. Zootaxa, no 331, p. 1-24.